# سكاي توماس
سكاي توماس هو لاعب كرة قدم كندي، ولد في 27 يوليو 1993 في سكاربورو، تورنتو في كندا. شارك مع منتخب كندا تحت 23 سنة لكرة القدم. أما مع النوادي، فقد لعب مع Toronto FC II ‏.